# Burg Steinhart
Die Burg Steinhart, auch Altes Schloss genannt, ist die Ruine einer Höhenburg auf einer 510 m ü. NN hohen Anhöhe über dem heutigen Gemeindeteil Steinhart der Gemeinde Hainsfarth im Landkreis Donau-Ries in Bayern.

## Geschichte
Die Burg über dem Dorf Steinhart wurde im 12. Jahrhundert von dem Adelsgeschlecht Spät von Steinhart erbaut, vermutlich von Marquard Spet de Steinenhart, der 1120 in einer Urkunde als Zeuge genannt wurde. 1130 wurde ein Bertholdus Späth, nobilis de Steinhart erwähnt. Weitere Erwähnungen der Spete fanden 1167 mit Heinrich Spet und Bertold Spet 1180 bis 1183 statt. Ab 1282 nannten sich die Herren von Spet Spete von Steinhart (die „Späten von Steinhart“).
1282 wurde der Spetsche Besitz in zwei Linien geteilt, wobei ein Teil zu Faimingen an der Donau kam, einem heutigen Gemeindeteil der Stadt Lauingen.
Vermutlich wurde die „Alte Burg“ im Krieg um die Eichstätter Lehen zerstört und nicht wieder aufgebaut. Auf dem Burghügel der abgegangenen Burg mit ringförmigem Graben, dem Burgstall Steinhart, auch Judenbuck genannt, befindet sich seit dem 18. Jahrhundert der Jüdische Friedhof.
Nachdem 1328 Herman Spet die Erlaubnis zum Bau einer neuen Veste in Steinhart erhalten hatte, wurde ca. 250 m nordöstlich des  alten  Burgstalls strategisch günstiger die neue Burg Steinhart erbaut, heute auch „Altes Schloss“ genannt.
Nach 1339 wechselte die Burg ihre Besitzer und kam an die Grafen von Öttingen, die 1359 den Besitz an die Familie von Gundelsheim verkauften.
Nachdem die Burg bereits 1532 in schlechtem baulichem Zustand war, wechselte sie ihre Besitzer und wurde vermutlich 1634 im Dreißigjährigen Krieg zerstört. Seit 1971 ist die Ruine in Privatbesitz.
Von der ehemaligen rechteckigen Burganlage mit einer Vorburg auf trapezförmigem Grundriss sind noch bedeutende Reste der Umfassungsmauern mit Buckelquadern mit Randschlag an den Ecken erhalten.

## Heutige Nutzung
Seit einigen Jahren veranstaltet der AVC Steinhart hier seine jährliche Burgfete.